# 布魯娜·費拉斯
布魯娜·費拉斯（葡萄牙語：Bruna Ferraz，1981年9月5日—）是一名巴西女色情演員、模特兒與電視名人。

## 個人生活
費拉斯出生於阿雷格里港。2005年，她搬家到聖保羅，目標是想成為一名脫衣舞孃。由於她在網上的性感表演而成為了網路名人。
2007年，她與巴西公司簽約；在同一年，她出演了她的第一部電影《A Garota da Web Sex》。
2016年10月6日，身為巴西的「美臀小姐（Miss bumbum）」狂熱粉的費拉斯與母親愛德瓦拉達·莫拉（Eduarda Moraes）共同曬出性感的巨臀照而引起廣大的關注。

## 外部連結
- 布魯娜·費拉斯在互联网电影资料库（IMDb）上的資料（英文）